# Jean-Christophe Grangé

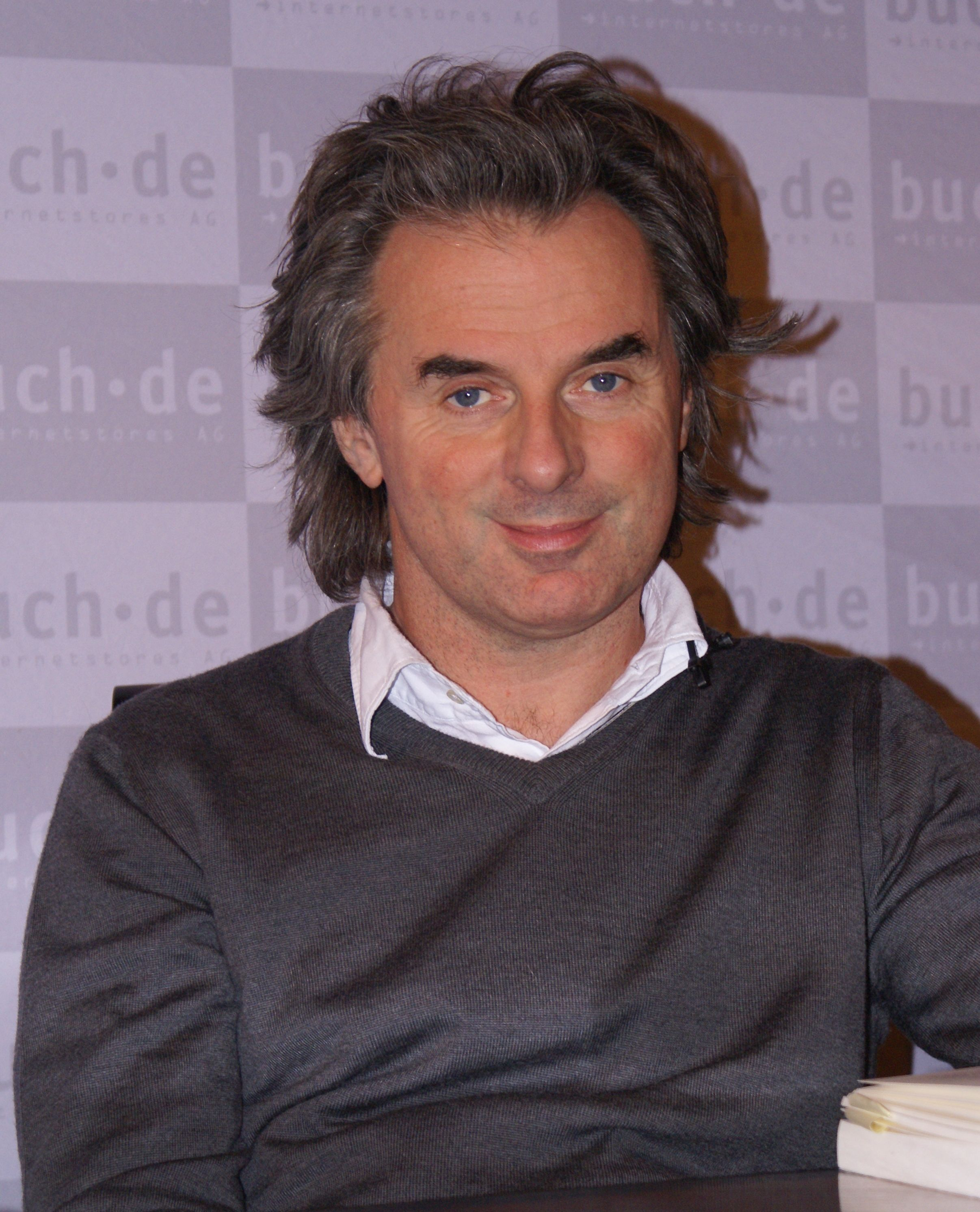
Jean-Christophe Grangé bei einer Lesung in Münster am 3. November 2009

Jean-Christophe Grangé (* 15. Juli 1961 in Paris) ist ein französischer Schriftsteller und freier Journalist.

## Leben und Werk
Grangé wuchs in Paris auf. Er schreibt seit 1989 für die Série Noire im französischen Fernsehen und für verschiedene internationale Zeitungen wie Der Spiegel und Sunday Times. Schon mit seinem ersten Roman Der Flug der Störche gelang ihm 1994 der Durchbruch als Schriftsteller. Seine Romane wurden in mehr als 20 Sprachen übersetzt und über 500.000-mal verkauft. Einige seiner Romane wurden auch verfilmt, darunter sein zweiter Roman Die purpurnen Flüsse; durch diese Verfilmung wurde er auch außerhalb Frankreichs bekannt. Er wurde im Münchner Merkur als bester Thriller-Autor Frankreichs bezeichnet. In seinen Werken zeigt Grangé neben den menschlichen Abgründen auch die Lebensbedingungen unterschiedlicher Ethnien innerhalb der französischen Gesellschaft auf.
Grangé ist auch als Drehbuchautor tätig und schrieb 2001 das Drehbuch zu dem Film Vidocq.

### Privates
Jean-Christophe Grangé ist verheiratet und hat drei Kinder.

## Werke

### Romane
- Der Flug der Störche. Ehrenwirth 1996 / Bastei Lübbe 1997, ISBN 978-3-404-13901-9 (Originaltitel: Le Vol des cigognes. 1994. Übersetzt von Barbara Schaden[4]).
- Die purpurnen Flüsse. Ehrenwirth 1998 / Bastei Lübbe 2000, ISBN 978-3-404-14403-7 (Originaltitel: Les Rivières pourpres. 1998. Übersetzt von Barbara Schaden).
- Der steinerne Kreis. Ehrenwirth 2002 / Bastei Lübbe 2003, ISBN 978-3-404-15072-4 (Originaltitel: Le Concile de pierre. 2000. Übersetzt von Barbara Schaden).
- Das Imperium der Wölfe. Ehrenwirth 2004 / Bastei-Lübbe 2005, ISBN 978-3-404-15411-1 (Originaltitel: L'Empire des loups. 2003. Übersetzt von Christiane Landgrebe).
- Das schwarze Blut. Ehrenwirth 2006 / Bastei Lübbe 2008, ISBN 978-3-404-15808-9 (Originaltitel: La Ligne noire. 2004. Übersetzt von Barbara Schaden).
- Das Herz der Hölle. Ehrenwirth 2007 / Bastei Lübbe 2009, ISBN 978-3-404-16284-0 (Originaltitel: Le Serment des limbes. 2007. Übersetzt von Thorsten Schmidt).
- Choral des Todes. Ehrenwirth 2009 / Bastei Lübbe 2011, ISBN 978-3-404-16039-6 (Originaltitel: Miserere. 2008. Übersetzt von Thorsten Schmidt).
- Im Wald der stummen Schreie. Ehrenwirth 2011 / Bastei Lübbe 2013, ISBN 978-3-404-16772-2 (Originaltitel: La Forêt des Manês. 2009. Übersetzt von Thorsten Schmidt).
- Der Ursprung des Bösen. Ehrenwirth 2012 / Bastei Lübbe 2014, ISBN 978-3-404-16905-4 (Originaltitel: Le Passager. 2011. Übersetzt von Ulrike Werner-Richter).
- Die Wahrheit des Blutes. Ehrenwirth 2013 / Bastei Lübbe 2014, ISBN 978-3-404-17092-0 (Originaltitel: Kaïken. 2012. Übersetzt von Ulrike Werner-Richter).
- Purpurne Rache. Bastei Lübbe (Lübbe Ehrenwirth) 2016, ISBN 978-3-431-03964-1 (Originaltitel: Lontano. 2015. Übersetzt von Ulrike Werner-Richter).
- Schwarzes Requiem. Bastei Lübbe (Lübbe Ehrenwirth) 2018, ISBN 978-3-431-04081-4 (Originaltitel: Congo requiem. 2016. Übersetzt von Ulrike Werner-Richter).
- Die Fesseln des Bösen. Ehrenwirth 2020, ISBN 978-3-431-04129-3 (Originaltitel: La Terre des Morts. 2018. Übersetzt von Ulrike Werner-Richter).
- Die letzte Jagd. Bastei Lübbe 2020, ISBN 978-3-7857-2709-6 (Originaltitel: La dernière chasse. 2019. Übersetzt von Ulrike Werner-Richter).
- Tag der Asche. Bastei Lübbe 2022, ISBN 978-3-7857-2787-4 (Originaltitel: Le jour des cendres. 2020. Übersetzt von Ulrike Werner).
- Die marmornen Träume. Tropen Verlag 2023, ISBN 978-3-6085-0171-1 (Originaltitel: Les Promises. 2021. Übersetzt von Ina Böhme).
- Blutrotes Karma. Tropen Verlag 2024, ISBN 978-3-608-50248-0 (Originaltitel: Rouge Karma. 2023. Übersetzt von Ina Böhme).

### Drehbücher
- Die purpurnen Flüsse. F 2000, Regie: Mathieu Kassovitz, 1 h 46 min, FSK 16 (mit Jean Reno, Vincent Cassel, Nadia Farès u. a.).
- Vidocq. F 2001, Regie: Pitof, 1 h 38 min, FSK 16 (mit Gérard Depardieu, Guillaume Canet, Inés Sastre u. a.).
- Das Imperium der Wölfe. F 2005, Regie: Chris Nahon, 2 h 3 min, FSK 16 (mit Jean Reno, Arly Jover, Jocelyn Quivrin u. a.).
- Switch – Ein mörderischer Tausch. F 2011, Regie: Frédéric Schœndœrffer, 1 h 44 min, FSK 16 (mit Karine Vanasse, Karina Testa, Éric Cantona u. a.).
- Le Passager. F 2014 (Fernsehserie, 6 Folgen, nach seinem eigenen Roman, für France 2)

## Adaptionen

### Filme und Serie
- Die purpurnen Flüsse. (siehe Werke/Drehbücher)
- Das Imperium der Wölfe. (siehe Werke/Drehbücher)
- Liu San – Wächter des Lebens. F/I/D 2006, Regie: Guillaume Nicloux, 1 h 42 min, FSK 16 (mit Monica Bellucci, Catherine Deneuve, Moritz Bleibtreu u. a.).
- Der Flug der Störche. F/ZA/D 2012, Regie: Jan Kounen, 2 h 4 min, FSK 16 (mit Harry Treadaway, Perdita Weeks, Rutger Hauer u. a.).
- Miserere. (deutscher Verleihtitel: Choral des Todes) F/B 2013, Regie: Sylvain White, 1 h 46 min, FSK 16 (mit Gérard Depardieu, Joeystarr, Rüdiger Vogler u. a.).
- seit 2018: Die purpurnen Flüsse, F.

### Hörbücher
- Die purpurnen Flüsse. Lübbe Audio 2004, gelesen von Joachim Kerzel, 6 CDs, 6 h 58 min, ISBN 978-3-404-77076-2.
- Das schwarze Blut. Lübbe Audio 2006, gelesen von Joachim Kerzel, 6 CDs, 7 h 26 min, ISBN 978-3-7857-3126-0.
- Das Herz der Hölle. Lübbe Audio 2007, gelesen von Joachim Kerzel, 6 CDs, 7 h 53 min, ISBN 978-3-7857-3390-5.
- Der Flug der Störche. Lübbe Audio 2007, gelesen von Joachim Kerzel, 6 CDs, 7 h 5 min, ISBN 978-3-404-77191-2.
- Der steinerne Kreis. Lübbe Audio 2008, gelesen von Tanja Geke, 6 CDs, 7 h 36 min, ISBN 978-3-404-77321-3.
- Das Imperium der Wölfe. Lübbe Audio 2008, gelesen von Joachim Kerzel, 6 CDs, 7 h 35 min, ISBN 978-3-7857-3525-1.
- Choral des Todes. Lübbe Audio 2009, gelesen von Wolfgang Pampel, 6 CDs, 7 h 16 min, ISBN 978-3-7857-4151-1.
- Im Wald der stummen Schreie. Lübbe Audio 2011, gelesen von Andrea Sawatzki, 6 CDs, 7 h 39 min, ISBN 978-3-7857-4467-3.
- Der Ursprung des Bösen. Lübbe Audio 2012, gelesen von Dietmar Wunder und Nicole Engeln, 8 CDs, 9 h 9 min, ISBN 978-3-7857-4601-1.
  - auch ungekürzt als Download erhältlich, gelesen von Dietmar Wunder, 21 h 21 min.
- Die Wahrheit des Blutes. Lübbe Audio 2013, gelesen von Martin Keßler, 6 CDs, 6 h 22 min, ISBN 978-3-7857-4790-2.
  - auch ungekürzt als Download erhältlich, gelesen von Dietmar Wunder, 13 h 12 min.
- Purpurne Rache. Lübbe Audio 2016, gelesen von Reiner Schöne, 12 CDs, 12 h 45 min, ISBN 978-3-7857-5336-1.
- Schwarzes Requiem. Lübbe Audio 2018, gelesen von Dietmar Wunder, 12 CDs, 15 h, ISBN 978-3-7857-5660-7.
- Die Fesseln des Bösen. Lübbe Audio 2020, gelesen von Martin Kessler, 12 h 30 min, ISBN 978-3-7857-8011-4

## Notizen
1. ↑  Voon den Purpurnen Flüssen den "Marmornen Träumen": Der neue Roman von Jean-Christophe Grangé
2. ↑  Thriller der Extraklasse: „Die purpurnen Flüsse“ von Jean-Christophe Grangé
3. ↑  Martin Compart: ARCHÄOLOGIE DES BÖSEN: JEAN-CHRISTOPHE GRANGÉ
4. ↑  Schaden in der Übersetzer-Datenbank des VdÜ, 2019

| Personendaten    | Personendaten                |
| ---------------- | ---------------------------- |
| NAME             | Grangé, Jean-Christophe      |
| KURZBESCHREIBUNG | französischer Schriftsteller |
| GEBURTSDATUM     | 15. Juli 1961                |
| GEBURTSORT       | Paris, Frankreich            |